# Gloster Aircraft Company
Gloster Aircraft Company byl britský letecký výrobce mezi lety 1917 až 1963.
Firma byla založena během  první světové války jako The Gloucestershire Aircraft Company Limited spolu s činností společnosti H H Martyn & Co Ltd z Cheltenhamu, která vyráběla během války stíhačky. Byla přejmenována, protože pro cizince bylo slovo Gloucestershire těžké vyslovit. Později se H H Martyn & Co Ltd stala součástí skupiny Hawker Siddeley a jméno Gloster definitivně zmizelo v roce 1963.
Gloster navrhl a stavěl pro Royal Air Force (RAF) v meziválečném období několik stíhaček, jako např. Gloster Gladiator - poslední stíhací dvouplošník sloužící RAF. Během války firma pro svou mateřskou společnost Hawker Siddeley stavěla letouny Hawker Hurricane a Hawker Typhoon, zatímco konstrukční kancelář pracovala na prvním britském experimentálním proudovém letounu E.28/39. Následoval Meteor - první proudová stíhačka RAF a jediná spojenecká proudová stíhačka, která se za druhé světové války dostala do služby.

## Letouny

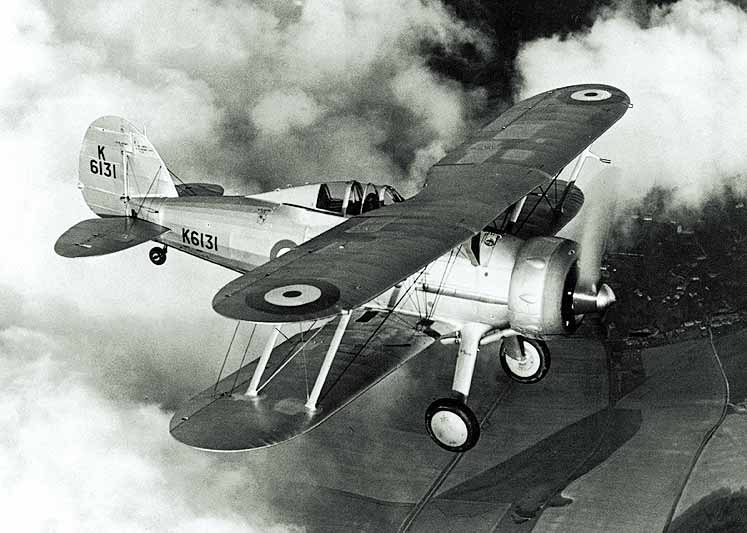
Gloster Gladiator

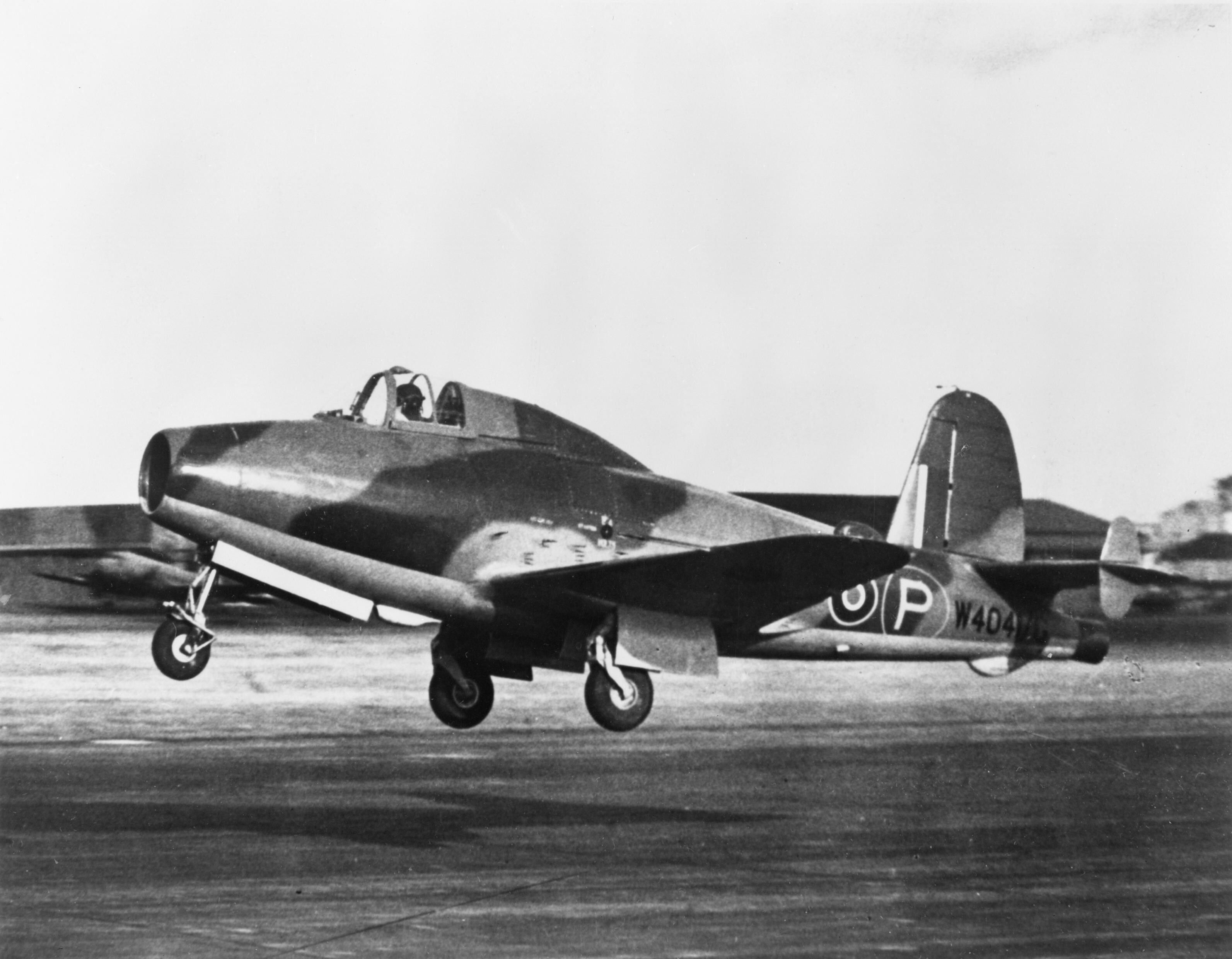
Gloster E.28/39

- Gloster Sparrowhawk – stíhací letoun
- Gloster Nightjar – stíhací letoun
- Gloster Gannet – lehký civilní letoun
- Gloster Grebe – stíhací letoun
- Gloster Gamecock – stíhací letoun
- Gloster Gauntlet – stíhací letoun
- Gloster Gladiator – stíhací letoun
- Gloster E.28/39 – experimentální proudový letoun
- Gloster Meteor – stíhací letoun
- Gloster Javelin – stíhací letoun